# جاته
جاته  روستایی لر نشین از توابع بخش مرکزی شهرستان دزفول در استان خوزستان ایران است.

## جمعیت
مردم این روستا همگی لر بختیاری و لر سگوند هستند. 
این روستا در دهستان قبله‌ای قرار دارد و براساس سرشماری مرکز آمار ایران در سال ۱۳۸۵، جمعیت آن ۱٬۲۲۷ نفر (۲۵۰خانوار) بوده‌است.